# 気球連隊

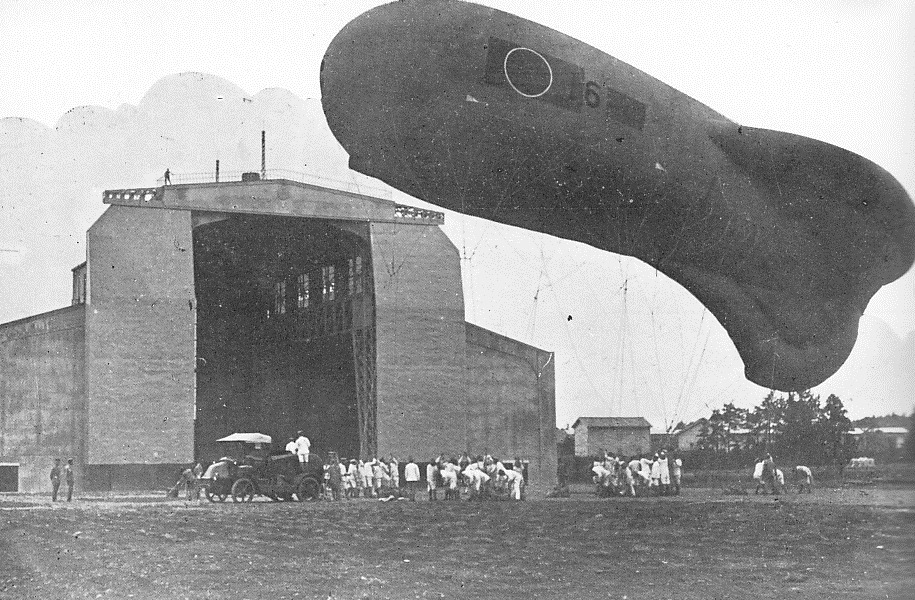
気球連隊

気球連隊（ききゅうれんたい、気球聯隊）は、大日本帝国陸軍の部隊のひとつである。

## 歴史

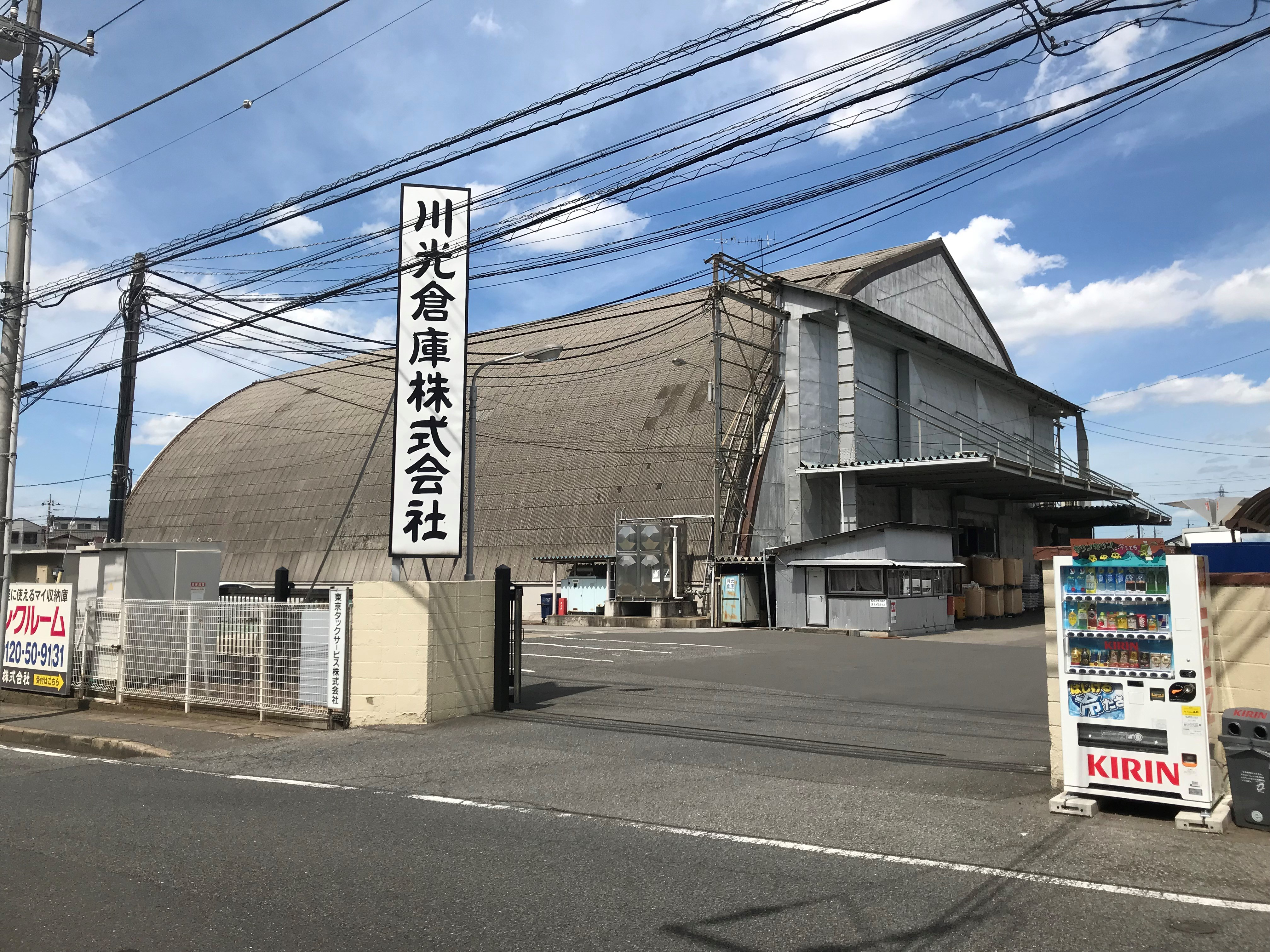
民間の倉庫として使用されていた旧気球連隊第二格納庫（2018年）。2020年に解体された。

同部隊は、陸軍唯一の気球部隊であり、聯隊番号はない。また、この部隊が太平洋戦争時に風船爆弾を飛ばしたことは一般的によく知られている。
日本で最初に軍用気球が飛ばされたのは、1877年（明治10年）5月23日である。西南戦争で、薩軍に包囲された熊本城救援作戦に気球を利用する計画が立てられた。工部大学校の協力を得て気球を試作した。築地海軍省練兵所（軍艦操練所）で行われた第一号球の実験は成功したが、熊本城攻防戦に決着がついたため実用化は見送られた。

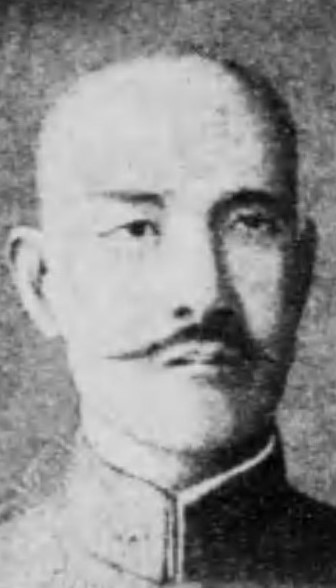
気球隊隊長・河野長敏

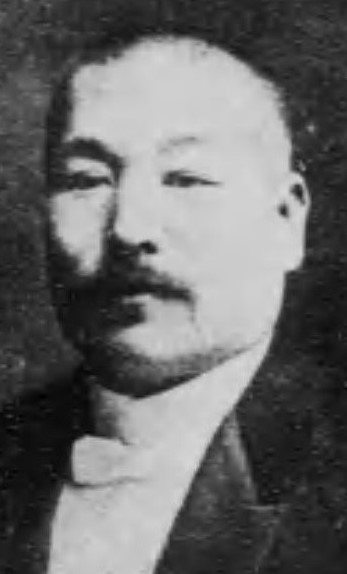
山田猪三郎

開発は続けられ、日露戦争期の1904年（明治37年）6月には、ドイツで軽気球の研究経験のあった河野長敏少佐を隊長に、186名からなる臨時気球隊が編成された。当初は民間人の山田猪三郎が製造した国産気球を装備し、その後芝浦製作所（現:東芝）製の気球も配備し、旅順攻囲戦に投入され、気球が老朽化する10月3日まで14回の偵察を行なった。遠征にあたっては田中館愛橘の助言を得たほか、ドイツでヘルマン・メーデベック（de:Hermann Moedebeck）砲兵少佐から気球研究の指導を受けた徳永熊雄工兵大尉が加わった。
臨時気球隊の成功を受けて、翌1905年（明治38年）には、東京中野の電信教導学校内に気球班が設置された。1907年（明治40年）に、気球班は改組されて陸軍気球隊となり、鉄道連隊、電信大隊、気球隊を合わせた交通兵旅団の一部となった。初代隊長に河野、二代隊長に徳永が就き、1909年（明治42年）12月、人員145名、馬9頭で編成を終えた。同年の鬼怒川での陸軍大演習にも参加した。河野は同年の『科学世界』創刊号に「軽気球の構造及び形状に就て並びにその飛揚法」を寄稿した。
1913年（大正2年）10月20日、気球隊は陸軍の航空基地であった埼玉県の所沢飛行場に転出した。1927年（昭和2年）に千葉県の都賀村作草部に移転。このときの兵力は気球2個予備2個を持つ2個中隊であった。1936年（昭和11年）陸軍気球聯隊に改組され、それまでの航空科の所属から砲兵科所属に移管された。1937年（昭和12年）、日中戦争に動員、南京攻略戦に参加。1941年（昭和16年）、防空気球隊編成、1942年（昭和17年）、タイ、仏印、シンガポール作戦に参加するなどした。しかし、気球隊の任務は航空機の発達により次第に失われ、その後は内地にあり、華々しい作戦とは無縁であった。
大戦末期の1944年（昭和19年）に気球隊の運命は大きく変わった。対米攻撃のため風船爆弾の計画が持ち上がり、気球聯隊を母体とした『ふ』号作戦気球部隊が編制された。人員は3,000名に増員され、3個大隊で編制された気球部隊は、茨城県大津（第1大隊）、千葉県一宮（第2大隊）、福島県勿来（第3大隊）の3カ所の基地に展開し、風船爆弾作戦に従事した。同年11月から1945年（昭和20年）4月までの間に9,300個の風船爆弾を放球した。360から1,000発がアメリカ本土に到達した。作戦終了後『ふ』号部隊は解隊され、隊員は原隊に復帰し、8月の終戦をむかえている。

## 歴代連隊長
気球隊長

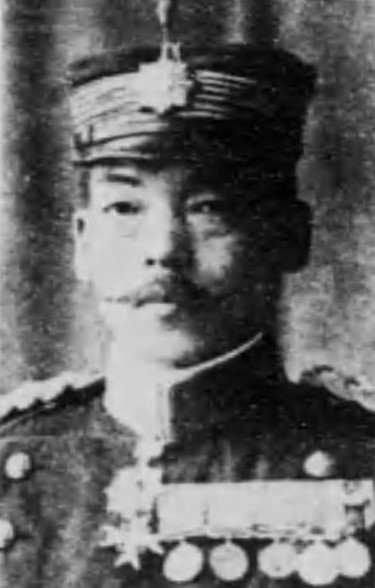
徳永熊雄

- 河野長敏 工兵少佐：1907年10月9日 -
- 徳永熊雄 工兵少佐：1908年3月17日 -
- 有川鷹一 工兵中佐：1914年5月11日 -
- 竹内慶彦 航空兵大佐：不詳 - 1932年8月8日[6]
- 相良千代松 航空兵中佐：1932年8月8日[6] - 1935年8月1日[7]
- 島田隆一 航空兵中佐：1935年8月1日[7] -

| 代 | 氏名     | 在任期間    | 備考 |
| -- | -------- | ----------- | ---- |
|    | 田部聖   | 1936.6.1 -  |      |
|    |          | 1938.7.15 - |      |
|    | 長林勝由 | 1941.3.1 -  |      |
|    | 井上茂   | 1943.6.10 - |      |

## 施設
千葉の稲毛区作草部には二つの巨大格納庫があった。
このうち旧第二格納庫は1934年（昭和9年）に完成し、立体構造材の「ダイヤモンドトラス」が使用され、かまぼこ屋根をもつ巨大な建物だった。この旧第二格納庫は民間に払い下げられ、倉庫として使用されていた が、老朽化が進み、また2019年の台風により天井が破損したため、2020年に解体された。
地元町内会の要望で、2022年4月1日にその部材を使用したモニュメントが千葉公園お花見広場内に設置された。